# Hotang Sasa
Hotang Sasa is een bestuurslaag in het regentschap Padang Lawas Utara van de provincie Noord-Sumatra, Indonesië. Hotang Sasa telt 558 inwoners (volkstelling 2010).